# Huevos haminados
Huevos haminados são ovos cozidos durante muitas horas dentro do hamin (caldeirão de carne, feijão e legumes) até obterem a cor marrom. É uma comida da cozinha judaica sefardita. 